# Ernest Pollock (1er vicomte Hanworth)
Ernest Murray Pollock (25 novembre 1861-22 octobre 1936) est un homme politique, avocat et juge conservateur britannique. Il est maître des rôles de 1923 à 1935.

## Jeunesse
Pollock est né à Wimbledon, le cinquième fils de George Frederick Pollock, petit-fils de Frederick Pollock, 1er baronnet, Lord Chef Baron de la Cour de l'Échiquier. Il fait ses études à la Charterhouse School et au Trinity College de Cambridge, et obtient son diplôme en 1883. Il est admis au barreau par l'Inner Temple en 1885.

## Carrière politique et juridique
Pollock siège comme député pour Warwick and Leamington de 1910 à 1923. En 1919, sous David Lloyd George, il est nommé solliciteur général et le reste jusqu'en 1922, date à laquelle il devient procureur général, mais quitte ce poste la même année. Il est nommé au Conseil privé dans les honneurs du nouvel an de 1922 et est créé baronnet plus tard la même année. Il quitte la Chambre des communes lors des élections générales de 1923 et est remplacé à son siège par Anthony Eden. La même année, il est nommé maître des rôles. Le 28 janvier 1926, il est élevé à la pairie comme baron Hanworth, de Hanworth dans le comté de Middlesex. Il démissionne de son poste de maître des rôles en 1935. L'année suivante, il est créé vicomte Hanworth, de Hanworth dans le comté de Middlesex, le 17 janvier 1936.

## Famille
Lord Hanworth épouse Laura Helen Salt, fille du banquier et homme politique Thomas Salt, en 1887. Ils ont un fils et une fille. Il meurt chez lui à Hythe, dans le Kent en octobre 1936, à l'âge de 74 ans. Il est remplacé dans la vicomté par son petit-fils David Bertram Pollock, 2e vicomte Hanworth, son fils Charles Thomas Anderdon Pollock (décédé en 1918) ayant été tué pendant la Première Guerre mondiale.